# Tobias Altemüller
Tobias Altemüller (* 12. Januar 1972 in Hannover) ist ein deutscher Schauspieler und Synchronsprecher.

## Leben
Der Sohn eines Lehrerehepaars und besuchte von 1979 bis 1992 zusammen mit Boris Palmer in der Klasse die Freie Waldorfschule Engelberg bis zum Abitur. Bis 1996 studierte er Schauspiel am Max-Reinhardt-Seminar in Wien. Heute lebt er in Wuppertal.
Er ist seit 2021 ausgebildeter Gleitschirmfluglehrer.

## Filmographie
- 1996: Tatort: Bienzle und der Traum vom Glück
- 1997: Tatort: Bienzle und der Champion
- 1998: Schwarz
- 2014: Marie Brand und das Mädchen im Ring
- 2016: Die Rosenheim-Cops: Kampf um die Krone